# Bud Collyer
Bud Collyer (New York, 18 juni 1908 - Greenwich (Connecticut), 8 september 1969) was een Amerikaans acteur.

## Levensloop en carrière
Collyer, die geboren werd als Clayton Johnson Heermance jr., speelde tussen 1941 en 1953 de rol van Clark Kent in de radioserie van Superman. Deze rol zou hij ook op zich nemen in de televisieseries hiervan in de jaren 60.
Collyer was de broer van actrice June Collyer, die gehuwd was met acteur Stuart Erwin. Collyer was tweemaal gehuwd. Zijn tweede huwelijk was met actrice Marian Shockley. Collyer overleed in 1969 op 61-jarige leeftijd.